# الطاغية (مسلسل)
الطاغية (بالإنجليزية: Tyrant)‏ هو مسلسل تلفزيوني درامي أمريكي من تأليف وإخراج غيديون راف وتطوير هوارد جوردون وكريج رايت. بدأ عرض الموسم الأول المكوّن من 10 حلقات في 24 يوليو 2014 على قناة FX. يحكي المسلسل قصة (بسام) وعائلته الذي يعود لبلده الذي غادره منذ 20 سنة لحضور حفل زفاف ابن أخيه وسط اضطرابات وثورات تمر بها البلاد ضد العائلة الحاكمة. وقد جُدد الموسم الثاني لـ13 حلقة -أي أكثر من الموسم الأول بعدد الحلقات-. و تم إنتاج جزء ثالث دام عشر حلقات وعرضت الحلقة الأخير في السابع من أيلول عام 2016 

## القصة
(بسام الفايد) ابن رئيس دولة (معان) الدكتاتوي –وهي دولة خيالية تقع في الشرق الأوسط- هاجر إلى أميركا ودرس وعمل كطبيب أطفال هناك، بعد 20 سنة قرر العودة لحضور حفل زفاف ابن أخيه. الأوضاع السياسية في بلده مُضّربة جداً. ويلقى الرئيس حتفه في حفل الزفاف مما اضطر (بسام) وعائلته للبقاء في البلاد فترة. يحاول (بسام) تهدئة الأوضاع في البلاد ويتجنب قدر الإمكان نشوب حرب أهلية بين أطراف الشعب.

## طاقم العمل

### الشخصيات الرئيسية
- آدم راينر بدور بسام الفايد.
- جينيفر فينجان بدور مولي الفايد.
- أشرف برهوم بدور جمال الفايد.
- فارس فراس بدور فوزي نضال.
- موران أتياس بدور ليلى الفايد.
- نوح سيلفر بدور سامي الفايد.
- آن وينترز بدور إيما الفاييد.
- مهدي دهبي بدور عبد.
- آليس كريج بدور أميرة الفايد.
- جوستين كيرك بدور جون توكر.

### الشخصيات الثانوية
- مور بولنور بدور سميرة نضال.
- رائد راوي بدور الجنرال طارق الفايد.
- كاميرون غاري بدور أحمد الفايد.
- سيبيلا دين بدور نصرت الفايد.
- أوشرت اندشت بدور ريما.
- محمد بكري بدور شيخ رشيد.
- ألكسندر كريم بدور إيهاب رشيد.
- وليد القاضي بدور وليد رشيد.
- رين شميدت بدور جينا أولسون.
- ليزلي هوب بدور ليا اكسلي.

## الحلقات

### الموسم الأول (2014)
| رقم الحلقة في المسلسل | رقم الحلقة في الموسم | عنوان الحلقة            | إخراج          | كتابة                               | تاريخ البث لأول مرة | رمز الإنتاج | عدد المشاهين (بالمليون) |
| --------------------- | -------------------- | ----------------------- | -------------- | ----------------------------------- | ------------------- | ----------- | ----------------------- |
| 1                     | 1                    | «الحلقة الافتتاحية»     | ديفيد يتس      | جيدون راف                           | 24 يونيو 2014       | 1WAR79      | 2.10                    |
| 2                     | 2                    | «حالة الطوارئ»          | مايكل ليمان    | هوارد جوردون ووكريج رايت            | 1 يوليو 2014        | 1WAR01      | 1.38                    |
| 3                     | 3                    | «حارس أخي»              | مايكل ليمان    | غرين جوردن كارون                    | 8 يوليو 2014        | 1WAR02      | 1.70                    |
| 4                     | 4                    | «خطايا الأب»            | جيرمي بودسوا   | بيتر نوح                            | 15 يوليو 2014       | 1WAR03      | 1.57                    |
| 5                     | 5                    | «السلام عليك يا مريم»   | ديفيد بيتراركا | تشريز لوفنسون                       | 22 يوليو 2014       | 1WAR04      | 1.50                    |
| 6                     | 6                    | «ما يحتاجه العالم الآن» | توكر جيتس      | أريكا ليسن وغرين جوردن كارون        | 29 يوليو 2014       | 1WAR05      | 1.43                    |
| 7                     | 7                    | «الطب الوقائي»          | ماركوس سيجا    | أريكا ليسن                          | 5 أغسطس 2014        | 1WAR06      | 1.34                    |
| 8                     | 8                    | «قابلوا الرئيس الجديد»  | تشارلوت سلينج  | ديفيد ماثيو                         | 12 أغسطس 2014       | 1WAR07      | 1.53                    |
| 9                     | 9                    | «ضوء الغاز»             | غوينث بايتون   | تشيرز ليفنسون وبيتر نوح وناديا كونر | 19 أغسطس 2014       | 1WAR08      | 1.45                    |
| 10                    | 10                   | «ذهب الصيد»             | مايكل ليمان    | كريستوفر كيسر وهوارد جوردون         | 26 أغسطس 2014       | 1WAR09      | 1.52                    |

### الموسم الثاني (2015)
جُدد المسلسل لموسم ثاني من 13 حلقة.

## الإنتاج

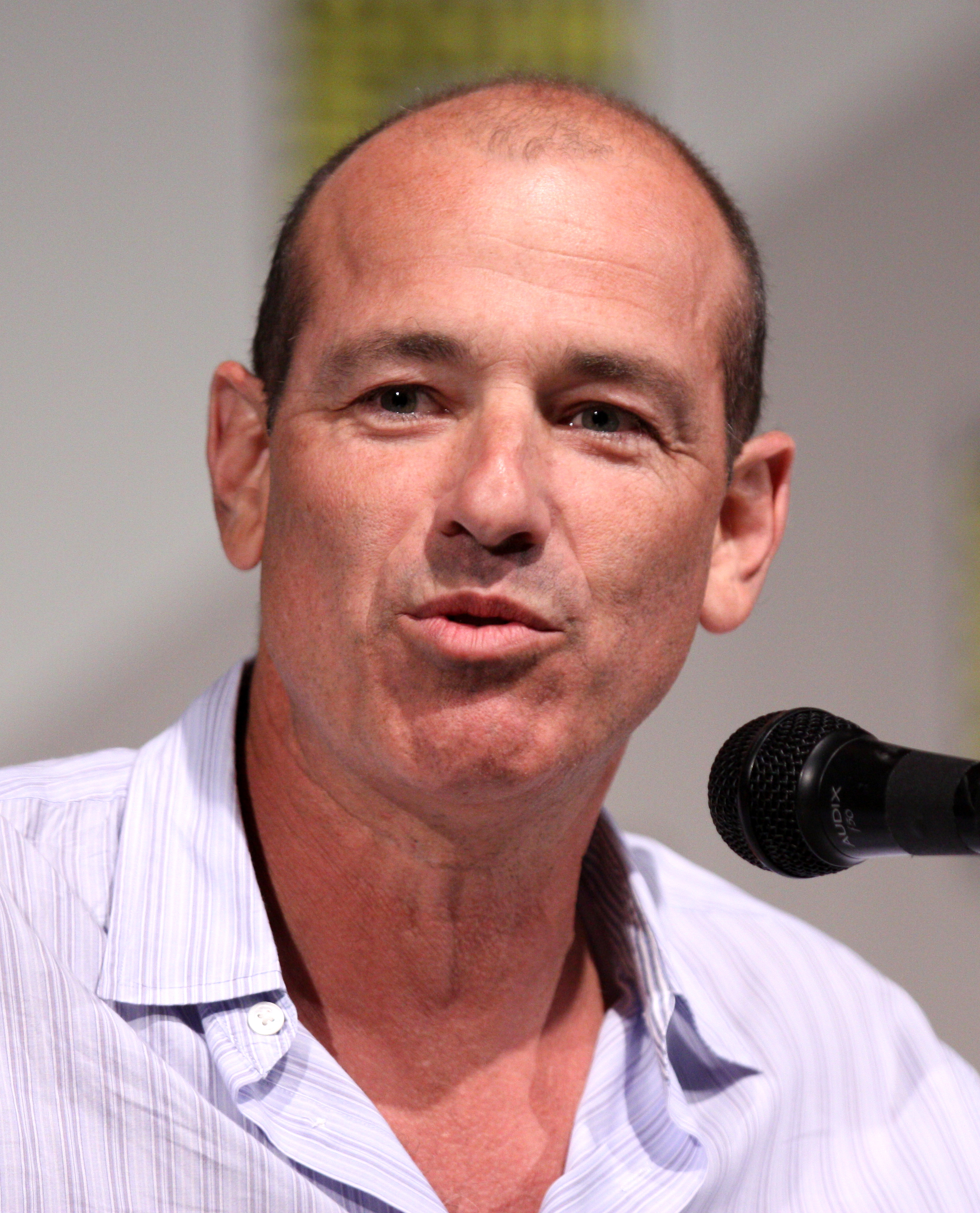
هوارد جوردون 2011

تم تصوير المسلسل في العديد من مدن فلسطين المحتلة كمدينة كفار سابا وبتاح تكفا وتل أبيب. وقد وقعت قصة المسلسل في دولة خيالية وضمت العديد من القصص الحقيقية والغير الحقيقية حتى لا تبدو أنها مُحاكاة لبلد أو حالة معينة. وقال منتجوا المسلسل أنهم لن يتطرقوا إلى الطوائف أو عشائر معينة بل ستكون مجرد قصة عادية تروي حال بلد رئيسها دكتاتوري.

## الاستقبال النقدي
بشكل عام، فقد كانت ردود الفعل اتجاه المسلسل متباينة. ففي موقع ميتاكريتيك حصل المسلسل على نتيجة 54 من 100 بناءً على 33 ناقداً. وفي موقع الطماطم الفاسدة حصل المسلسل على 60% بناءً على 47 ناقداً، وعلى درجة متوسطها 6.2 من 10.

## روابط خارجية
- الطاغية على موقع IMDb (الإنجليزية)
- الطاغية على موقع ميتاكريتيك (الإنجليزية)
- الطاغية على موقع روتن توميتوز (الإنجليزية)
- الطاغية على موقع كينوبويسك (الروسية)
- الطاغية على موقع ألو سيني (الفرنسية)
- الطاغية على موقع قاعدة بيانات الفيلم (الإنجليزية)